# Маштмакер
Маштмакер (мачт-макер) — работник кораблестроительной промышленности, ответственный за изготовление и контроль качества производимых мачт. Существовал как мастеровая должность на русских судостроительных предприятиях времён парусного мореплавания.
5 апреля 1722 года Петром I был утверждён Регламент о управлении Адмиралтейства и верфи, глава XXVII которого была посвящена должности мачт-макера. Согласно регламенту, на мачт-макера возлагались, в частности, следующие обязанности.
- «При приеме мачт смотреть качества оных».
- «Должен великое тщание иметь, чтобы мачты, которые из многих штук сделаны, были зело плотно сплочены».
- «Надлежит делать салинги в должной пропорции из молодого дерева, разве оного не будет обретаться, (тогда по нужде из старого)».

24 августа 1765 года Екатериной II был утверждён Регламент о управлении адмиралтейств и флотов, в котором требования к этой должности в основном повторяли соответствующие положения регламента, утверждённого Петром I.   